# Bruce Johnson
Bruce Lester Johnson I, né le 17 septembre 1959 à Starkville, Mississippi est un comédien américain.

## Filmographie partielle

### Cinéma
- 1987 : Les Nouveaux Tricheurs de Michael Schock
- 1987 : Le Beauf d'Yves Amoureux
- 1988 : Les Années sandwiches de Pierre Boutron
- 1988 : Frantic de Roman Polanski
- 1989 : À deux minutes près d'Éric Le Hung
- 1997 : Bouge ! de Jérôme Cornuau
- 1997 : Un amour de sorcière de René Manzor
- 2001 : La Tour Montparnasse infernale de Charles Nemes
- 2004 : L'Américain de Patrick Timsit et Bruno Amestoy
- 2016 : I.T. de John Moore
- 2016 : Assassin's Creed de Justin Kurzel
- 2017 : Justice League de Zack Snyder
- 2018 : Ready Player One de Steven Spielberg
- 2019 : Maléfique : Le Pouvoir du mal de Joachim Rønning
- 2021 : Zack Snyder's Justice League de Zack Snyder

### Télévision
- 2008 : Midnight Man (mini-série) : 1 épisode
- 2011 - 2012 : Episodes (série) : 5 épisodes
- 2013 : Crazy Love (téléfilm)